# اختبار فلوشتاين
اختبار فلوشتاين أو اختبار الحالة العقلية المصغر (MMSE ) هو اختبار الحالة العقلية للمسنين يتألف من هذه المجموعة من الأسئلة التي تتعلق بمعلومات عن الشخص نفسه والزمان والمكان وبعض المعلومات العامة، مع وضع درجة معينة لكل إجابة ثم تحديد الحالة العقلية بعد رصد مجموع درجات الإجابة؛ والأسئلة هي:
1. الاسم ؟
2. ما المكان الذي نحن فيه الآن ؟
3. اليوم هو.[1][2].. ؟
4. في آي شهر... ؟
5. وفي آي سنة ؟
6. كم عمرك ؟
7. ما اسم الرئيس ؟ ( رئيس الدولة، أو الملك، أو رئيس الوزراء الحالي ). (ملحوظة: هنا نحدد للشخص أسماء ثلاثة أشياء في الغرفة مثل النافذة والمنضدة والمقعد، ونطلب منه أن يردد هذه الأسماء)؛ ثم نستمر:
8. ما هو تاريخ اليوم الوطني للدولة؟ (في أوروبا يسألون عن تاريخ الحرب العالمية الأولى والثانية)
9. نطلب إليه أن يعد عكسياً من رقم 20 حتي رقم 1.
10. نسأله أن يذكر مرة أخرى أسماء الأشياء الثلاثة التي حددناها بالغرفة.

ويتم حساب الدرجات بواقع درجة واحدة لكل إجابة صحيحة، ولا يوجد أنصاف أو كسور للدرجات ويتم استنتاج الحالة العقلية وفقاً لمجموع الدرجات كالتالي :
- إذا حصل على 8 درجات فأكثر فالحالة العقلية طبيعية.
- إذا حصل على درجة كلية بين 4-7 فإنه مصاب باضطراب عقلي خفيف.
- إذا كان مجموع الدرجات أقل من 4 فإن الحالة غالباً هي عته أو خرف الشيخوخة